# Lućmierz-Las
Lućmierz-Las is een plaats in het Poolse district  Zgierski, woiwodschap Łódź. De plaats maakt deel uit van de gemeente Zgierz en telt 20 inwoners.